# Mimosa tobagensis
Mimosa tobagensis är en ärtväxtart som beskrevs av Ignatz Urban. Mimosa tobagensis ingår i släktet mimosor, och familjen ärtväxter. Inga underarter finns listade i Catalogue of Life.